# Col du Pfaffenschlick
Le col du Pfaffenschlick se situe dans les Vosges du Nord, dans le département français du Bas-Rhin, au carrefour des RD 51 et 65 entre Climbach et Lobsann d'une part, et Lembach et Schœnenbourg d'autre part. La route franchit le massif du Hochwald et passe à une altitude de 371 mètres.

## Histoire
L'étymologie du lieu remonte au Moyen Âge et rappelle le passage des moines (pfaffen en langue alémanique) depuis le proche Pfaffenbronn (fontaine des moines) qui dépendait de l'abbaye de Neubourg. Le col était en effet un passage obligé entre le Pfaffenbronn et la chapelle de Climbach d'une part, ou encore les terres de l'abbaye de Wissembourg.
Le col du Pfaffenschlick est situé sur le tracé de la ligne Maginot. La casemate construite au sommet devait contrôler la route venant de Climbach. L'ouvrage a été détruit lors des bombardements aériens le 19 juin 1940.
Durant toute la période de la guerre froide et jusqu'à une époque récente, le col du Pfaffenschlick et le massif du Hochwald à proximité immédiate de la frontière germanique ont eu une importance stratégique pour la surveillance de l'espace aérien grâce à la présence d'un radar militaire de la base aérienne 901.

## Tourisme
Le chalet-refuge du Soultzerkopf géré par le Club vosgien de Wissembourg est situé à proximité du col du Pfaffenschlick.
Avec le départ des militaires de la base aérienne de Drachenbronn, la communauté de communes du Pays de Wissembourg a lancé un projet de chemin des Cimes au départ du col du Pfaffenschlick.